# 오니시 마사유키
오니시 마사유키(일본어: 大西 昌之, 1977년 7월 5일 ~ )는 일본의 전 축구 선수이다.

## 구단 경력
과거 요코하마 F. 마리노스, 알비렉스 니가타에서 활동하였다.